# Полювання на сутенера
Полювання на сутенера (рос. «Охота на сутенёра») — радянський фільм 1990 року, кримінальна драма.

## Сюжет
Злодій і за сумісництвом чорнороб на ринку Богомолов Вова разом зі своїм другом Бобом пограбував квартиру свого роботодавця. Підозра лягла на сутенера Стаса, колишню молоду людину коханки директора ринку. Директор не став вплутувати в цю справу міліцію, а доручив своєму колезі Костянтину покарати пройдисвіта. Вова і Боб, щоб відвести від себе підозру, також підключилися до цієї справи, а Костянтин підтягує свого друга з міліції. Життя Стаса перетворюється на справжнє пекло. Йому нічого не залишається, як позичити гроші у своїх дівчат.

## У ролях
- Андрій Соколов —  Стас Шапкін
- Ігор Волков —  Вова Богомолов
- Ян Левінзон —  Борис Бєлкін (Боб)
- Сергій Векслер —  Костянтин
- Ігор Верник —  Олег Малов
- Аристарх Ліванов —  Сергій Сергійович Рижов
- Віра Сотникова —  Ніна
- Катерина Кміт —  Аліса
- Борис Новиков —  «Хоттабич»
- Ігор Тальков —  камео
- Тетяна Догілева —  Марина
- Володимир Тальков —  Льоша

## Знімальна група
- Автор сценарію: Олександр Шпеєр,  Вадим Дербеньов
- Режисер-постановник: Вадим Дербеньов
- Оператор-постановник: Євген Корженков
- Художник-постановник: Світлана Тітова
- Композитор: Ігор Тальков